# إيفان بارانكا
إيفان بارانكا (مواليد 19 مايو 1985) هو لاعب هوكي جليد سلوفاكي محترف سابق، لعب كمدافع في دوري الهوكي الوطني مع فريق نيويورك رينجرز.

## مسيرته
بارانكا اختير في المركز الـ50 في درافت الدوري الوطني لعام 2003 من قبل فريق نيويورك رينجرز. قبل ذلك، كان لاعباً في فريق إيفيريت سيلفرتيبس في دوري الوطني لمدة موسمين.
وقّع بارانكا أول عقد احترافي له مع الرينجرز في 15 سبتمبر 2004. بعد قضاء ثلاثة مواسم كاملة مع فريق هارتفورد وولف باك في الدوري الأمريكي لهوكي الجليد، خاض أول مباراة له في الدوري الوطني مع الرينجرز في 21 نوفمبر 2007، حيث سجل أول نقطة له من خلال تمريرة حاسمة لهدف كولتون أور ضد فريق تامبا باي لايتنينغ.
في 15 مايو 2008، أكدت الرينجرز أن إيفان بارانكا وافق على عرض من فريق سبارتاك موسكو، مع احتفاظ الرينجرز بحقوقه.